# غابل ستيفسون
غابل ستيفسون (مواليد 31 مايو 2000) هو مصارع أمريكي فاز بالميدالية الذهبية في أولمبياد 2020 في وزن 125ك.